# 文化多様性条約
文化多様性条約（文化的表現の多様性の保護及び促進に関する条約）は文化多様性に関して拘束力のある国際法であり、ユネスコの条約である。文化多様性条約は、2005年にパリで開催された第33回ユネスコ総会において採択された。文化多様性条約は、第29条の規定により、発効に必要な30カ国以上が批准したため、2007年3月に発効している。

## 主な内容

### 目的（第一条）
文化多様性条約の目的は、「文化的表現の多様性を保護し、及び促進すること」（第一条a）とされている。また、「自国の領域内で文化的表現の多様性を保護し、及び促進するために国が適当と認める政策及び措置を維持し、採用し、及び実施するための国の主権的権利を再確認すること。」（第一条h）も文化多様性条約の目的の1つである。

### 文化多様性の保護・促進のための政策
文化多様性条約では、締約国が、文化多様性に関する政策を実施する権利を有することが確認されている。
「国家は、国際連合憲章及び国際法の原則に従い、自国の領域内で文化的表現の多様性を保護し、及び促進するための措置及び政策を採用する主権的権利を有する。」（第二条2 主権の原則）とされている。
第五条（権利及び義務に関する一般規則）では、さらに、「文化に関する政策を策定し、及び実施し、文化的表現の多様性を保護し、 及び促進するための措置をとり、並びにこの条約の目的を達成するための国際協力を強化する主権的権利を再確認する。」と記載されている。
第六条（締約国の国内的権利）においても、「（締約国が）自国の領域内で、文化的表現の多様性を保護し、及び促進することを目的とする措置をとることができる」とされ、文化的表現の多様性の保護及び促進を目的とする規制措置をとることが認められている。

### 文化多様性の促進
文化多様性の促進のために、「文化的表現の豊かで多様な範囲への世界中からの公平なアクセス並びに表現及び普及の方法への文化のアクセスは、文化の多様性を促進し、及び相互の理解を奨励するための重要な要素を構成する。」（第二条7 公平なアクセスの原則）と明記されている。
第七条（文化的表現を促進するための措置）では、「自国の領域内及び世界の他の国からの多様な文化 的表現にアクセスすること」を奨励する環境を創出するとする努力義務が締約国に課されている。

### 開発途上国への支援
文化多様性条約では、特に開発途上国への支援が目的の1つとして明記されている（第一条a及びj）。
第十四条（開発のための協力）では、締約国に「開発途上国の文化的な活動、物品及びサービスについて先進国の領域内へのアクセスを促進するため、先進国においてできる限り適当な措置をとること。」が求められている。
さらに、第十六条（開発途上国のための優先的待遇）では、「先進国は、適当な制度上の及び法的な枠組みを通じて、優先的待遇を芸術家その他の文化の専門家及び文化を実践する者並びに開発途上国からの文化的な物品及びサービスに与えることにより、開発途上国との文化交流を促進する。」とされている。

### 文化の多様性のための国際基金
文化多様性条約第十八条（文化の多様性のための国際基金）では、「文化の多様性のための国際基金」の設立も定められている。

### GATT/WTOと文化多様性条約との関係
文化多様性条約は、文化的財の輸入を制限する保護主義的政策を認める根拠となりうるため、自由貿易を推進するGATT/WTOとの関係が当初から問題視されていた。文化多様性条約第二十条（他の条約との関係（相互の支援、補完及び非従属））において、一方では、第1項において「自国が締約国である他の条約を解釈し、及び適用するとき又は他に国際的義務を負うときは、締約国は、この条約の関連規定を考慮に入れる。」とされている。他方では、第2項において「この条約のいかなる規定も、自国が締約国である他のいかなる条約に基づく締約国の権利及び義務を変更するものと解してはならない。」とされている。

## 2005年のユネスコ総会
文化多様性条約はアメリカ合衆国の文化（映画や音楽）の普及を警戒するフランス、カナダが強力に推進したと言われている。2005年のユネスコ総会においては、日本を含む148国が賛成し、アメリカ合衆国とイスラエルが反対し、オーストラリア、ホンジュラス、リベリア、ニカラグアの4カ国が棄権した。
アメリカ合衆国は、1984年にずさんな運営を批判して、ユネスコを脱退していたが、2003年に19年ぶりにユネスコに復帰し、文化多様性条約に反対してきた。アメリカ合衆国は、世界貿易機関（WTO）のルールに抜け道ができるとの懸念などから条約決議で反対票を投じたと言われる。

## 文化の多様性のための国際基金
2010年以降、文化の多様性のための国際基金（IFCD）は、51の発展途上国において98のプロジェクトへ7,520,089米ドル（約8億円）投資している。

## 批准国数
2024年9月時点で、カナダやフランスなど欧州諸国をはじめ批准国の数は155カ国に達する。日本やアメリカ合衆国は批准していない。
| 年   | 批准国数     | 累積批准国数 |
| ---- | ------------ | ------------ |
| 2005 | 1            | 1            |
| 2006 | 38（EU含む） | 39           |
| 2007 | 39           | 78           |
| 2008 | 16           | 94           |
| 2009 | 11           | 105          |
| 2010 | 11           | 116          |
| 2011 | 4            | 120          |
| 2012 | 6            | 126          |
| 2013 | 8            | 134          |
| 2014 | 1            | 135          |
| 2015 | 6            | 141          |
| 2016 | 4            | 145          |
| 2017 | 1            | 146          |
| 2019 | 2            | 148          |
| 2020 | 1            | 149          |
| 2021 | 1            | 150          |
| 2022 | 1            | 151          |
| 2023 | 1            | 152          |
| 2024 | 3            | 155          |

## 批准国一覧
文化多様性条約に批准（受諾・承認・加盟等含む）した国は以下の通りである。
| 年     | 批准国数     | 批准国 |
| ------ | ------------ | --- |
| 2005年 | 1カ国        | カナダ |
| 2006年 | 37カ国及びEU | モーリシャス、メキシコ、ルーマニア、モナコ、ボリビア、ジブチ、クロアチア、トーゴ、ベラルーシ、マダガスカル、ブルキナファソ、モルドバ共和国、ペルー、グアテマラ、セネガル、エクアドル、マリ、アルバニア、カメルーン、ナミビア、インド、フィンランド、オーストリア、フランス、スペイン、スウェーデン、デンマーク、スロベニア、エストニア、スロバキア、ルクセンブルク、リトアニア、マルタ、ブルガリア、キプロス、南アフリカ、アイルランド、EU                                                         |
| 2007年 | 39カ国       | ギリシャ、ブラジル、ノルウェー、ウルグアイ、パナマ、中国、アイスランド、セントルシア、アンドラ、チュニジア、ヨルダン、イタリア、アルメニア、ドイツ、チリ、ニジェール、ポルトガル、オマーン、コートジボワール、ジャマイカ、ガボン、旧ユーゴスラビア共和国マケドニア、キューバ、バングラデシュ、ラトビア、クウェート、ベトナム、ポーランド、エジプト、カンボジア、ニュージーランド、モンゴル、モザンビーク、ケニア、タジキスタン、パラグアイ、ラオス人民民主共和国、イギリスと北アイルランド、ベニン |
| 2008年 | 16カ国       | ナイジェリア、シリアアラブ共和国、ギニア、アルゼンチン、ハンガリー、ジンバブエ、チャド、スーダン、セイシェル、モンテネグロ、ジョージア、スイス、エチオピア、バルバドス、ブルンジ、コンゴ |
| 2009年 | 11カ国       | グレナダ、ボスニア・ヘルツェゴビナ、ニカラグア、アフガニスタン、カタール、セルビア、オーストラリア、ドミニカ共和国、セントビンセントとグレナディーン、オランダ、ガイアナ |
| 2010年 | 11カ国       | ハイチ、アゼルバイジャン、レソト、ウクライナ、マラウイ、大韓民国、赤道ギニア、トリニダード・トバゴ、チェコ共和国、ホンジュラス、コンゴ民主共和国 |
| 2011年 | 4カ国        | コスタリカ、ガンビア、タンザニア連合共和国、パレスチナ |
| 2012年 | 6カ国        | インドネシア、アンゴラ、中央アフリカ共和国、アラブ首長国連邦、ルワンダ、スワジランド |
| 2013年 | 8カ国        | コロンビア、アンティグアバーブーダ、ベネズエラボリビア共和国、モロッコ、エルサルバドル、イラク、ベルギー、コモロ |
| 2014年 | 1カ国        | バハマ |
| 2015年 | 6カ国        | アルジェリア、ベリーズ、モーリタニア、ウガンダ、ドミニカ、サモア |
| 2016年 | 4カ国        | ガーナ、南スーダン、セントクリストファー・ネイビス、東ティモール |
| 2017年 | 1カ国        | トルコ |
| 2017年 | 2か国        | ウズベキスタン、ニウエ |
| 2020年 | 1か国        | ボツワナ |
| 2021年 | 1か国        | カーボベルデ |
| 2022年 | 1か国        | パキスタン |
| 2023年 | 1か国        | ザンビア |
| 2024年 | 1か国        | イエメン、サウジアラビア、フィリピン |